# Освајачи олимпијских медаља у голфу
Голф на Летњим олимпијским играма дебитовао је 1900. на играма у Паризу. Након 112 година, голф је враћен на Олимпијске игре у Рио де Жанеиру 2016. Следећа листа презентује све освајаче златних, сребрних и бронзаних медаља на Олимпијским играма у сиднеју.

## Мушкарци
| Игре                 |                                         |                                          |                                                                                     |
| 1900. Париз          | Чарлс Сандс · Сједињене Америчке Државе | Волтер Ратерфорд · Уједињено Краљевство  | Дејвид Робертсон · Уједињено Краљевство                                             |
| 1904. Сент Луис      | Џорџ Лајон · Канада                     | Чендлер Иген · Сједињене Америчке Државе | Барт Мак–Кини · Сједињене Америчке Државе Френсис Њутон · Сједињене Америчке Државе |
| 1906–2012            | није део олимпијског програма           | није део олимпијског програма            | није део олимпијског програма                                                       |
| 2016. Рио де Жанеиро | Џастин Роуз · Уједињено Краљевство      | Хенрик Стенсон · Шведска                 | Мет Кучар · Сједињене Америчке Државе                                               |

## Жене
| Игре                 |                                           |                                         |                                         |
| 1900. Париз          | Маргарет Ебот · Сједињене Америчке Државе | Полин Витер · Сједињене Америчке Државе | Дарија Прат · Сједињене Америчке Државе |
| 1904–2012            | није део олимпијског програма             | није део олимпијског програма           | није део олимпијског програма           |
| 2016. Рио де Жанеиро | Ин Би Пак · Јужна Кореја                  | Лидија Ко · Нови Зеланд                 | Шаншан Фен · Кина                       |

## Дисциплине које више нису на програму

### Мушки тим
| Игре            | | | |
| 1904. Сент Луис | Сједињене Америчке Државе · Чендлер Иген · Денијел Сојер · Роберт Хантер · Кенет Едвардс · Клемент Смут · Ворен Вуд · Мејсон Фелпс · Волтер Иген · Едвард Каминс · Натанијел Мур | Сједињене Америчке Државе · Френсис Њутон · Хенри Потер · Ралф Мак–Китрик · Алберт Ламберт · Фредерик Семпл · Стјуарт Стикни · Барт Мак–Кини · Вилијам Стикни · Џон Максвел · Џон Кеди | Сједињене Америчке Државе · Дуглас Кадваладер · Ален Лард · Џеси Керлтон · Симеон Прајс · Харолд Вебер · Џон Рам · Орус Џонс · Артур Хаси · Харолд Фрејзер · Џорџ Оливер |